# Mebodes (emissário)

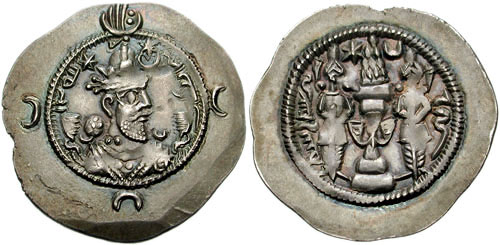
Dracma de r.

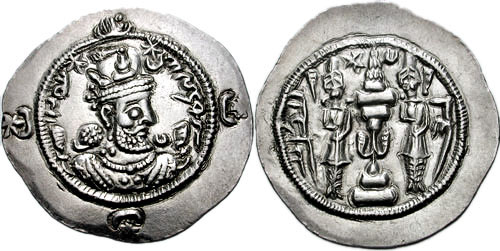
Dracma de r.

Mebodes, também conhecido como Mabode (Mabod) ou Mabode (Mahbodh), foi um oficial militar sassânida do século VI que desempenhou função durante o reinado dos xás Cosroes I (r. 531–579) e Hormisda IV (r. 579–590). Era filho do marzobã Surena ou Mebodes (que também pode ter sido seu avô) e membro da Casa de Surena.

## Biografia
Membro da Casa de Surena, talvez era filho neto da personagem homônima. Segundo Teofilacto Simocata, era filho de Surena, identificado pelos autores da PIRT como o marzobã homônimo. É citado pela primeira vez no final de 567, após a morte de Isdigusnas e a embaixada de João, quando foi enviado à Constantinopla para negociar um acordo sobre a Suânia, no Cáucaso. Embora o imperador Justino II (r. 565–578) tenha aceitado uma carta dirigida a ele por Cosroes, ignorou Mebodes e recusou-se a conceder-lhe uma audiência. O emissário persa tentou, por intermédio dum emissário árabe que o acompanhou, convencer o imperador, porém nada foi alcançado e ambos retornaram.
No final de 574/começo de 575, encontrou-se com Trajano e Zacarias na fortaleza de Dara e ordenou que o oficial Tamcosroes invadisse os distritos circundantes quando os oficiais bizantinos recusaram-se a aceitar uma trégua de cinco anos e o pagamento de 30 000 soldos. Em 576, quando era titular do posto de sarnachorganes, foi enviado por Cosroes para discutir a paz com os emissários bizantinos Teodoro, João, Pedro e Zacarias. O encontro ocorreu em Atarelo, nas cercanias de Dara, e as negociações arrastaram-se até 577. Com o fracasso desta nova embaixada, Mebodes recomeçou as hostilidades, e na primavera de 578 liderou um exército em direção a Constantina e Teodosiópolis, enquanto enviou Tamcosroes da Armênia para o distrito de Amida.
Em 579, Mebodes foi enviado por Hormisda para interrogar os emissários bizantinos Zacarias e Teodoro e mandá-los à Pérsia. Na primavera de 586, foi um governador provincial, talvez um marzobã, e foi enviado para Amida para persuadir Filípico e o exército bizantino a aceitar a paz. No verão do mesmo ano, comandou a ala direita do exército persa na derrota na batalha de Solacão. Na primavera/verão de 589, foi enviado por Hormisda para atacar Filípico fora de Martirópolis. Reforçado por tropas de Afraates, saiu vitorioso, mas foi morto.